# Aequorea krampi
Aequorea krampi är en nässeldjursart som beskrevs av Bouillon 1984. Aequorea krampi ingår i släktet Aequorea och familjen Aequoreidae. Inga underarter finns listade i Catalogue of Life.